# Manuel García Miralles
Manuel García Miralles (Ciudad Real; 1918-ca. 1980) fue un escritor y dominico español, considerado uno de los mejores historiadores de la Orden. Ingresó en la Sociedad Mariológica en 1954. Dejó artículos de temática religiosa -especialmente mariológica- y otros escritos de asuntos históricos y biográficos. Vinculado fraternalmente a la villa de Calanda (Teruel), escribió una historia sobre ésta.

## Obras (Selección)

### Libros
- El misterio de la Asunción en S. Vicente Ferrer, RET, 1951.
- Influjo de María en la producción de la gracia sacramental, EM, 1960.
- La Orden de Predicadores en la Provincia de Teruel, Teruel, IET, 1964

- Historia de Calanda, Tipografía Artística Puertes, Valencia, 1969.

### Artículos
- La Orden de Predicadores en su aportación al triunfo de la Inmaculada
- Fuentes mariológicas españolas dominicanas
- María en la Sagrada Escritura, según los exegetas y escritores dominicos (ss. XIII-XVII)
- María en "La Sagrada Pasión de Nuestro Señor Jesucristo" de Pedro Juan Mico (1492-1555)
- María, señal de firme esperanza y de consuelo para el pueblo de Dios que peregrina en la tierra
- María en la Sagrada Escritura, según los escritores dominicos: San Vicente Ferrer (1350-1419)
- Espiritualidad mariana, como respuesta afectiva a la asociación de la Virgen a los misterios de Cristo: su estudio e historia
- Un movimiento actual de espiritualidad mariana: Equipos del Rosarío